# 江蕙
江蕙（1961年9月1日—），本名江淑惠，臺灣女歌手，出生於嘉義縣溪口，被譽為當代閩南語流行音樂的代表人物之一。其演出及歌曲在閩南語社群中廣受歡迎。
江蕙於1980年代與其妹江淑娜開始其演藝生涯，在此期間共發行約60張音樂專輯。亦連續四次於金曲獎獲得最佳方言女演唱人獎及最佳台語女歌手獎及第1屆金曲獎最佳女演唱人獎，總獲13座金曲獎（包括巫宇軒以《電車內面》代表獲得的第20屆金曲獎最佳作詞人獎）。
2015年，江蕙宣布退休演藝生涯，並於當年第26屆金曲獎獲得特別貢獻獎。2024年10月5日，於臺北大巨蛋舉行的中華民國113年國慶晚會開唱，正式復出。2025年，開啟復出後的演唱會《無．有》。

## 生平

### 早期生活
江蕙幼時家裡窮苦，父親是布袋戲戲偶師傅，在家四個小孩中排行老二，所以被暱稱為二姊。9歲時因父親替友人作保，債主找上門，一家因而連夜從高雄搬往臺北，夜宿臺北車站是江蕙對臺北的第一印象。後經父親友人伸出援手，才得以有地方住，父親友人見江蕙喜歡唱歌，便介紹其至北投的那卡西飯店、酒家走唱，約1至2年後偕其妹江淑娜一同走唱，二人因此磨練出深厚的表演功力及精湛的歌唱技巧，而也因此江蕙直到15歲才小學畢業。而後經友人介紹到夜總會駐唱，同時期的洪榮宏與鄭進一也在同一個夜總會駐唱，當時江蕙只會彈吉他，但該夜總會當時只有貝斯，洪榮宏表示其對江蕙的第一印象，就是她把貝斯當成吉他在彈。某次因鄭進一告假，臨時找江蕙上台演唱，一鳴驚人，因而被唱片公司相中。

### 逐漸成名
1981年4月以本名「江淑惠」推出第一張日文專輯《東京假期》。1982年10月以藝名「江蕙」推出第一張臺語專輯《你不該輕視我》，卻乏人問津。1983年5月將藝名改為「江惠」推出第二張臺語專輯《你著忍耐》，其中同名歌曲《你著忍耐》因唱出底層勞工與時下女性的無奈心情因而開始受人注意，但由於當時臺灣仍處於戒嚴時期，臺語歌曲唯一的流通管道只有夜市，因此歌雖紅人卻不紅。直到1984年1月推出第4張臺語專輯《惜別的海岸》，江蕙首次嚐到走紅的滋味，同年9月再將藝名改回「江蕙」推出第6張臺語專輯《還鄉》，此後藝名未再變更。

### 巔峰時期
江蕙出道初期多以悲情歌曲為主，配上其哀怨嗓音，獲得當時中低階層勞工與離鄉背井年輕人的熱烈迴響。直至90年代後期逐漸改變歌路，改以輕柔歌聲為主，少嘶吼、不雕琢技巧，此時作品面向也開始較為多元，包含親情、愛情、友情與勵志等，此一改變也將江蕙推向巔峰，使其在2000年第11屆金曲獎至2003年第14屆金曲獎創下金曲歌后四連霸的輝煌紀錄。1993年3月，《歡樂一百點》第一任主持人張菲的合約於同年5月1日期滿，他堅決辭任此節目的主持人，並入主台視與弟弟費玉清主持綜藝節目《龍兄虎弟》。《歡樂一百點》製作單位百是傳播負責人兼節目製作人黃義雄與李茂山、江蕙洽談並成功撮合二人接手主持該節目，並改名為《綜藝雙星 歡樂一百點》。《綜藝雙星 歡樂一百點》是李茂山與江蕙首次合作主持的綜藝節目，也是江蕙演藝生涯唯一主持的電視節目。1999年推出的《半醉半清醒》專輯中收錄的《落雨聲》一曲，及2001年推出的《江蕙同名專輯》專輯中收錄的《家後》一曲，在KTV點播的紀錄分別超過500萬次與700萬次，至今無人能出其右；尤其《家後》一曲因其歌詞娓娓道出為人妻對其丈夫之衷情，字字句句深入人心，深受女性歌迷喜愛，其後更在2009年第20屆金曲獎獲得「我的最愛一首歌(第10至19屆) 第一名」，江蕙當時在台上獻唱時邀請歌迷合唱，因深受歌迷感動而數度落淚。2002年11月，男高音多明哥來台演出，邀請江蕙合唱台灣名曲《雨夜花》。
2008年4月18日，江蕙舉辦了她生平第一次的演唱會，名為「初登場」，成為首位站上北高雙巨蛋開唱的台語女歌手。此次演唱會江蕙首次嘗試跳舞、邊走位邊唱歌等，克服許多自己以往沒把握的事情。回溯其精確出道時間是1983年4月18日，江蕙曾後悔嘆道：「為何自己讓歌迷們等了這麼久才決定『初登場』？」同一年因爆發次貸危機，江蕙在年底發表的《甲你攬牢牢》專輯中，首次嘗試詞、曲全創作同名歌曲《甲你攬牢牢》，為多面向的大情大愛與勵志歌曲，獲得廣大迴響，陪伴許多受災戶與受災股民走出傷痛。
2010年9月，江蕙「戲夢」演唱會共連開8場，刷新台灣演唱會場次與票房等眾多紀錄。包括創下在雙蛋（台北小巨蛋、高雄巨蛋）開最多場演唱會的歌手（共七場）；並打平張惠妹於2007年在台北小巨蛋連開五場的紀錄，也是首位二度站上北高雙巨蛋開唱的台語女歌手。2011年3月，江蕙克服對搭飛機的恐懼，首度在國外開演唱會，名為「海外初登場」。包括新加坡室內體育館1場、上海大舞台2場，許多死忠台灣歌迷也追隨其到國外看演唱會。同年11月，江蕙受邀參加中華民國建國百年「聽見未來，夢想一百」演唱會。2013年的《遠走高飛》專輯，江蕙首次將鄉村音樂融入臺語歌曲。
2013年1月15日，江蕙舉行記者會宣布將在5、6月再登上北高雙巨蛋首賣七場命名為「鏡花水月」的演唱會，隨之在票房秒殺下，決定5月22日及5月26日於台北小巨蛋加開2場，台北小巨蛋、高雄巨蛋共計9場門票都秒殺賣光，並再次造成網路售票系統大當機之盛況。時任高雄市長陳菊致信江蕙，表示希望能再加場。後於5月1日召開記者會由經紀人陳子鴻宣布確定6月3日於高雄巨蛋再加開1場，達到「十全十美」17天10場巡迴演唱的紀錄。該年江蕙邊準備演唱會邊籌備新專輯《遠走高飛》，新專輯也在演唱會現場首賣，創下臺灣樂壇首例。此次演唱會邀請到太陽劇團參與演出，江蕙克服眩暈與劇團表演者共同坐上高空鞦韆，飄飛在半空中演唱，同時也邀請到長榮交響樂團擔任弦樂伴奏。而此次演唱會又再次刷新台灣演唱會場次與票房紀錄，更是首位三度站上北高雙巨蛋開唱的台語女歌手。此外，江蕙也特別關心國際體育賽事，特別邀請該年3月在世界棒球經典賽中表現亮眼的中華成棒代表隊到場觀看演唱會。同年11月，「戲夢」演唱會也製成DVD發行。 

### 宣布引退
2015年1月2日，江蕙舉行演唱會兼記者會，宣布將舉辦16場名為「祝福」的演唱會，並同時宣布將「封麥」引退歌壇，而此演唱會即為最後一次巡迴演出。
此消息一宣布震驚全台灣歌迷和演藝圈。記者會前唯一知情的非江家人為江蕙經紀人陳子鴻，包含記者會主持人黃子佼等所有工作人員均為記者會開始前才知情，但也是因為她長期受暈眩症困擾。
封麥演唱會在1月5日至1月7日分三天開賣造成歌迷瘋狂搶票，但因售票系統頻當機，售票網站一直無法進入，再加上主辦單位寬宏藝術危機處理不當，遊戲規則並未說明清楚，引發民怨，以及黃牛四竄喊高價，歌迷徹夜排隊卻一票難求，頻上社會版頭條，使得演唱會尚未開始，就引發所謂俗稱「二姐事變」，但是這個現象也證明了江蕙在台灣人心目中的份量。江蕙在其Facebook發表文章，表示希望主辦單位寬宏藝術盡快改善，她相當心疼歌迷徹夜排隊，早上更是自掏腰包購買千份早餐到購票現場給歌迷。江蕙與其工作團隊幾經討論過後，決定再加開9場，共25場。若無意外如期開唱，極可能再次刷新台灣演唱會場次與票房紀錄，更是首位四度站上北高雙巨蛋開唱的台語女歌手。
2015年9月13日，《祝福》告別演唱會在她歌涯的起點高雄舉辦最終場，收幕時江蕙將表演用的麥克風封入水晶珠寶盒中，象徵引退，淚眼向全場歌迷致意，正式告別歌壇。

### 引退之後
2016年2月23日，江蕙接受全聯福利中心董事長林敏雄之邀，從10月起擔任國立傳統藝術中心董事。
2023年6月11日，於台北小巨蛋參加張清芳《TimeLESS》演唱會，中場橋段介紹江蕙時，全場開始鼓譟江蕙唱歌，張清芳更是起哄說道：「退休，退什麼休，退而不休，要不要唱兩句。」同一時間《家後》前奏響起，封麥8年的江蕙終於開嗓唱了兩句。

### 復出
2024年8月27日，寬宏藝術代發江蕙聲明，宣布將於10月5日在台北大巨蛋舉行的中華民國113年國慶晚會開唱。
2024年10月5日，江蕙在中華民國113年國慶晚會開唱，正式復出。同年12月5日，江蕙作為特別嘉賓參加周杰倫在大巨蛋舉辦的演唱會。
2024年12月18日，江蕙正式宣布將再度重拾麥克風，舉辦2025江蕙《無．有》演唱會，於高雄巨蛋、台北小巨蛋，一共23場演出，同時並證實 在2015年演唱會前夕，發現身體出現極大變化，檢查後確診罹癌，並開始了漫長的治療過程。

## 特色
江蕙的作品雖主要為臺語歌曲，但經常融入現代流行音樂元素，包含國語流行音樂、R&B、中國風甚至搖滾音樂等，也因此其歌迷得以橫跨老中青三代。
江蕙自述影響自己最深的4位歌手，分別為美空雲雀、鄧麗君、鳳飛飛與費玉清。
江蕙歷年來有3張專輯賣破百萬張，其中1992年《酒後的心聲》更是賣破300萬張（臺灣銷量為116萬張），為臺灣官方銷量紀錄至今唯一破百萬張的臺語專輯。江蕙的歌迷之間有著一句話：「每個臺灣人心中都有一首江蕙的歌。」甚至有人說：「全臺灣只有江蕙真正超越藍綠 （政黨分野）。」
江蕙為1990年第1屆金曲獎最佳女演唱人獎獲獎人，更於2000年第11屆、2001年第12屆、2002年第13屆以及2003年第14屆連續4屆奪得金曲獎最佳台語女歌手獎，創下四連霸的輝煌紀錄，其中第12屆甚至創下以2張專輯入圍、同時佔據2個入圍名額的首例；此後江蕙以鼓勵新人為由，宣布不再報名該獎項。2015年1月江蕙宣布告別歌壇，並於同年第26屆金曲獎獲頒特別貢獻獎。若國、台語分開計算，包含歌手、製作人、專輯與歌曲等所有獎項，江蕙共獲13座金曲獎，為目前台語歌手金曲獎獲獎數量最多的紀錄保持人（若國、台語合併計算，目前紀錄保持人為20座的周杰倫；若扣除他人以自己專輯獲獎的案例，只計算自身獲獎數量，江蕙為12座，周杰倫則為15座）。
江蕙對台灣許多台語歌手影響甚深，其中最典型的例子是台灣樂壇史上第一位發行台語專輯的中國大陸籍歌手、外號「上海姑娘」的李婭莎，她曾表示自己是在臺灣比賽期間偶然聽到江蕙的《家後》一曲後深受感動，才決定學臺語、練唱臺語歌曲，而李婭莎也在2010年第四屆《超級偶像》拿下亞軍，並在2013年第24屆金曲獎以其第二張台語專輯《愛》拿下最佳台語女歌手獎。

## 軼事
江蕙凡事要求完美，每每上節目或接受採訪時，梳妝時間都特別久，堅持要在攝影機前讓自己看起來是最美的。另外，江蕙認為自己的左臉比較上相，因此每次上鏡都堅持只露左臉，也要求媒體只能拍其左臉，也因而有了「江左臉」的暱稱。江蕙每每決定發新專輯總是要超越上一張專輯，決定開演唱會從半年前就開始忌口，整天練歌，只為了在演唱會上表現出最完美的自己，也因此其鄰居常戲稱有免費的演唱會可以聽。曾在參與製作演唱會DVD時，發現自己在哪裡有失誤，其製作人陳子鴻才剛轉頭，就發現江蕙已經淚流滿面。也因江蕙從小就唱台語歌曲，對他人的台語發音特別敏感，2004年的《愛著啊》專輯中收錄的同名歌曲《愛著啊》，為其製作人陳子鴻與之合唱，但江蕙對其「落」字的台語發音一直不滿意，導致其錄音錄了超過9小時，陳子鴻甚至一度不耐煩，不想錄了。
江蕙在臺灣演藝圈中擁有極好人緣，與許多大牌藝人皆有好交情，其照顧人的個性讓眾多後輩藝人都對她相當尊敬，每每發行新專輯或開演唱會都有許多大牌藝人送花祝賀，尤其與歌手張惠妹以及演員方文琳更是相知相惜、情同姐妹。此外，江蕙對提攜後進更是不遺餘力，時常邀請新人合作，包括合唱、寫歌或擔任演唱會嘉賓等，有許多新進藝人正是因與其合作才得以大紅大紫，諸如施文彬、伍思凱、周杰倫、方文山、方炯鑌、阿杜等。其中，有「亞洲流行天王」之稱的周杰倫曾說，《落雨聲》是他第一首賣出去的歌，而這首歌也深受江蕙喜歡。
江蕙對歌迷的看重可見一斑，除了不定期的歌迷聚會、自己的官方活動「厚話盃」之外，在演唱會、演唱會DVD或者其他的任何演出，她在演出的最後，總是會向歌迷獻上一個充滿誠意的90度敬禮，且在布幕還沒完全闔上之前不會起身。
因長期為眩暈症纏身困擾，每每開唱就像在玩命，加上其要求完美、吹毛求疵的個性，無法忍受自己有任何的失誤，又因原本與其約好要同台演出的歌手鳳飛飛逝世，以及網路盛行、盜版猖獗，唱片業已不復榮景。江蕙在多重壓力之下，於2015年1月2日宣布7月25日起在台北、高雄共開16場「祝福」演唱會，之後將告別歌壇，但因售票單位處理不當，售票系統大當機，江蕙經紀人陳子鴻於1月16日宣布加開9場，共25場。
江蕙對金曲獎的支持堪稱臺灣樂壇楷模，除2012年第23屆與2013年第24屆因故未能參加外，其餘每屆金曲獎無論有無入圍、有無頒獎都會到場支持，對此她曾說：「音樂人就該支持音樂性的活動。」
2014年第25屆金曲獎與周杰倫、張惠妹一同擔任形象宣傳大使，原本江蕙因眩暈症纏身想告假不出席該屆頒獎典禮，而周、張二人也都有各自行程未能出席。但其後因好友陳鎮川重掌金曲獎製作團隊，江蕙又想出席挺好友，只好靠著藥物勉強出席，硬是撐完全場。
2008年「初登場」演唱會，曾有罹患癌症的歌迷堅持要在看完江蕙的演唱會後才肯接受化療，亦有病危歌迷在演唱會前1-2個月離開了人世，甚至有在演唱會中途進入了彌留狀態的歌迷。江蕙知悉後均相當自責，急忙拜託助理與身邊朋友幫忙找人，以及想趕快知道演唱會中途陷入彌留的那位歌迷，是在哪首歌時發生的。
臺灣演藝圈盛傳江蕙與臺語歌壇另一位天后黃乙玲不和，但2010年「戲夢」演唱會第5場（臺北最終場），特別來賓即邀請到黃乙玲，二人首度同台，粉碎傳言。其實黃乙玲的童年與江蕙相當類似，二人均在那卡西餐廳走唱過，而相似的成長歷程也使二人早已「天后惜天后」。
一名紐西蘭父親費爾到臺灣尋子，在計程車上聽到《半醉半清醒》一曲，立刻感動落淚，計程車司機也將該張專輯贈予費爾。江蕙在得知此事後，2010年「戲夢」演唱會，特別自掏腰包邀請費爾到場觀看，費爾在回國前也將其歷年所有專輯買回欣賞。
2011年12月17日，江蕙擔任周杰倫「超時代」演唱會嘉賓，合唱《想你就寫信》、《屋頂》2首歌曲，此為江蕙首次為其他藝人演唱會站台，地點為高雄巨蛋，此次也是周杰倫首次在高雄開唱。2012年4月4日，江蕙擔任張惠妹「AMeiZING World Tour 15週年世界巡迴演唱會」嘉賓，合唱《開門見山》，此次江蕙仿效張惠妹2009年專輯《阿密特》中的搖滾造型，並自稱「阿密蕙」，地點為臺北小巨蛋。

## 個人生活
江蕙長年因內耳失衡導致眩暈纏身，據其本人與友人所述，嚴重時必須在地上爬，甚至邊爬邊吐。江蕙床邊設有救命鈴，以防隨時應變。
江蕙平時深居簡出，若非必要，幾乎足不出戶。江蕙經紀人陳子鴻透露，其最高紀錄約將近3個月都不出門。
江蕙自述會「認床」，每每南下高雄或到海外開唱，幾乎都像搬家一樣，把床、枕頭與電鍋等生活用品都帶上，甚至改變下榻飯店的房間佈置，佈置成與自己家中一模一樣。
江蕙非常惜情，幾乎對每位朋友都像家人一樣。偶像鳳飛飛、影視大亨楊登魁以及後輩藝人申東靖逝世時，江蕙均連續多天以淚洗面。
江蕙唯一承認過的一段戀情，為其在夜總會駐唱時認識的比自己小2歲的初戀男友洪榮宏，二人苦戀3年最後因男方繼母反對而分手。據傳江蕙1992-1996年間在美國有一任男友，當時專輯的MV也堅持在美國拍攝，此為其最神秘的一段戀情。臺灣綜藝天王張菲與江蕙在綜藝節目《歡樂一百點》中長期演出短劇《春嬌與志明》，江蕙飾「春嬌」，張菲飾「志明」；張菲因而日久生情，曾多次公開向江蕙示愛甚至求婚；而江蕙也曾表示張菲確實追求過她，但她始終無動於衷，她與張菲感情早已像是一家人。2003年12月2日，江蕙在張菲主持的《綜藝大哥大》上表示，張菲對她的好感，從他們合演《春嬌與志明》開始就延續至今。反倒是張菲之弟費玉清，江蕙曾表示是可以結婚的對象，費玉清也是其最欣賞的男歌手之一。
前任立法委員、金融監督管理委員會主任委員、中華民國財政部次長曾銘宗是江蕙的表哥，兩人的祖母是親姊妹。
2009年1月15日，因討債集團至江蕙經紀公司討債，爆發破產事件而轟動演藝圈。由於江蕙將多年來所有錢財都交由大姐江淑女打理，但後來大姐迷上賭博將其所有積蓄上億元敗光，大姐本人已知尚欠債2800多萬台幣。事後江蕙發出聲明和大姐切割，表示感謝演藝界關心，所有錢財皆已失去，一切將從零開始，所以大姐其餘欠款已無力幫忙，請各路債主勿再找她。江蕙也未對其大姐有過任何怨言，眾人對其大姐群起砲轟時，江蕙卻是擔心其下落與人身安全，只想知道大姐當時的身體情況，並呼籲社會大眾不要再對之攻擊。
江蕙樂善好施、熱心公益，向家扶中心所屬的兒童福利基金會認養了20位孩童，並默默資助一間療養院。每每知道有哪裡需要捐助，總是聯絡好友一起行善，有公益歌曲錄製也幾乎都會參加。2004年南亞海嘯與2011年311日本宮城大地震，江蕙皆偕贊助公司捐款，也有自行捐款。2014年復興航空222號班機空難、高雄氣爆事件與2015年復興航空235號班機空難，江蕙皆在其Facebook發文表示關心、祈禱之意。2015年8月8日因逢蘇迪勒颱風侵臺，原定本日演出的「祝福」演唱會第9場，配合臺北市停班停課而順延至8月14日演出，江蕙也在隔天(8月9日)的場次對颱風造成的傷害有感而發，加送一首歌單外的歌曲《博杯》為臺灣祈福。
江蕙非常喜歡貓、狗等小動物，每每看到路邊有流浪狗總是相當心疼，其家中也飼養了5~6隻小狗。1994年的《悲情歌聲》專輯中收錄的《無言花》一曲，江蕙在錄音時數度落淚無法繼續，正因其家中小狗剛剛過世。而在1999年的《半醉半清醒》專輯中收錄的同名歌曲《半醉半清醒》MV中，由工作人員帶到現場拍攝的小狗事後也由江蕙帶回飼養。而2015年末，也被發現她領養了一隻行動不便的小狗。
江蕙為人感性，特別容易受現場氣氛影響，2006年的《博杯》專輯中收錄的《阿公的眠床腳》一曲，江蕙在錄音時唱到歌詞「阿公的眠床腳 放著一領破雨衣 三不五時拿來看 面頂寫著阿嬤的名」時，也受歌詞意境影響，數度紅了眼眶。在2011年311日本宮城大地震的《相信希望fight & smile賑災募款晚會》中，特別獻唱臺灣老牌歌手文夏的名曲《黃昏的故鄉》，演唱時也難過落淚。而在其演唱會上，也常受歌迷熱情感動，淚灑現場。
江蕙特別關心國際體育賽事，2013年「鏡花水月」演唱會，特別邀請該年3月在世界棒球經典賽中表現亮眼的中華成棒代表隊到場觀看演唱會，而其在Facebook也時常轉發照片或文章，關心臺裔NBA球員林書豪的賽事。
江蕙對歌迷的看重可見一斑，除了不定期的歌迷聚會、自己的官方活動「厚話盃」之外，在演唱會、演唱會DVD或者其他的任何演出，她在演出的最後，總是會向歌迷獻上一個充滿誠意的90度敬禮，且在布幕還沒完全闔上之前不會起身，但歌迷就會提前離場趕回家。
《台灣蘋果日報》在江淑惠（江蕙本名）告別歌壇後繼續透露她退休後生活，除了維持“夜貓子”本性、脫下護嗓的圍巾，也透露住在北投關渡山區，證實多年傳言，但陳鎮川透露：「她可能會過素人生活一年，卻不會足不出戶。」
2016年12月，在淡水住處被歹徒闖入持刀搶劫未遂，其智能障礙的弟弟被打傷，江蕙本人被持刀脅持20分鐘後自行奪刀受傷。

## 獎項

### 金曲獎
| 年份   | 獲提名                                                 | 獎項                                               | 結果 |
| ------ | ------------------------------------------------------ | -------------------------------------------------- | ---- |
| 1990年 | 落山風 本屆以現場演唱歌曲決定 演唱曲目：《惜別的海岸》 | 第1屆金曲獎最佳女演唱人獎（國、台語不分項）        | 獲獎 |
| 1993年 | 酒後的心聲                                             | 第5屆金曲獎 最佳演唱專輯獎                         | 獲獎 |
| 1993年 | 酒後的心聲                                             | 第5屆金曲獎 最佳方言歌曲女演唱人獎                 | 提名 |
| 1993年 | 酒後的心聲                                             | 第5屆金曲獎 最佳年度歌曲獎                         | 提名 |
| 1993年 | 駱居財／酒後的心聲                                     | 第5屆金曲獎 最佳作曲人獎                           | 獲獎 |
| 1994年 | 苦酒的探戈                                             | 第6屆金曲獎最佳演唱專輯獎                          | 提名 |
| 1996年 | 愛不對人                                               | 第7屆金曲獎最佳方言歌曲女演唱人獎                  | 提名 |
| 1997年 | 等待舞伴                                               | 第8屆金曲獎最佳方言女演唱人獎                      | 提名 |
| 2000年 | 半醉半清醒                                             | 第11屆金曲獎最佳方言女演唱人獎                     | 獲獎 |
| 2001年 | 台灣紅歌                                               | 第12屆金曲獎最佳方言女演唱人獎                     | 獲獎 |
| 2001年 | 我愛過                                                 | 第12屆金曲獎最佳方言女演唱人獎                     | 提名 |
| 2002年 | 江蕙同名專輯                                           | 第13屆金曲獎最佳方言女演唱人獎                     | 獲獎 |
| 2002年 | 鄭進一／家後                                           | 第13屆金曲獎最佳作詞人獎                           | 提名 |
| 2003年 | 紅線                                                   | 第14屆金曲獎最佳台語女演唱人獎                     | 獲獎 |
| 2004年 | 風吹的願望                                             | 第15屆金曲獎最佳流行音樂演唱專輯獎                 | 提名 |
| 2004年 | 謝誌豪／風吹的願望                                     | 第15屆金曲獎最佳作曲人獎                           | 提名 |
| 2004年 | 謝誌豪／風吹的願望                                     | 第15屆金曲獎最佳作詞人獎                           | 提名 |
| 2004年 | 陳子鴻                                                 | 第15屆金曲獎最佳專輯製作人獎                       | 提名 |
| 2005年 | 愛着啊                                                 | 第16屆金曲獎最佳台語流行音樂演唱專輯獎             | 獲獎 |
| 2005年 | 郭之儀／風中的蠟燭                                     | 第16屆金曲獎最佳作詞人獎                           | 提名 |
| 2006年 | 愛作夢的魚                                             | 第17屆金曲獎最佳台語流行音樂演唱專輯獎             | 獲獎 |
| 2006年 | 愛作夢的魚                                             | 第17屆金曲獎最佳年度歌曲獎                         | 提名 |
| 2007年 | 博杯                                                   | 第18屆金曲獎最佳台語專輯獎                         | 提名 |
| 2007年 | 巫宇軒／阿公的眠床腳                                   | 第18屆金曲獎最佳作詞人獎                           | 提名 |
| 2009年 | 家後                                                   | 第20屆金曲獎我的最愛一首歌（第十至十九屆：第一名） | 獲獎 |
| 2009年 | 甲你攬牢牢                                             | 第20屆金曲獎最佳台語專輯獎                         | 獲獎 |
| 2009年 | 巫宇軒／電車內面                                       | 第20屆金曲獎最佳作詞人獎                           | 獲獎 |
| 2009年 | 甲你攬牢牢                                             | 第20屆金曲獎最佳年度歌曲獎                         | 提名 |
| 2009年 | 陳子鴻、江蕙                                           | 第20屆金曲獎最佳專輯製作人獎                       | 提名 |
| 2010年 | 初登場-喜歡音樂                                        | 第21屆金曲獎最佳台語專輯獎                         | 提名 |
| 2011年 | 當時欲嫁                                               | 第22屆金曲獎最佳台語專輯獎                         | 獲獎 |
| 2011年 | 當時欲嫁                                               | 第22屆金曲獎最佳年度歌曲獎                         | 提名 |
| 2011年 | 陳子鴻、江蕙                                           | 第22屆金曲獎最佳專輯製作人獎                       | 提名 |
| 2014年 | 遠走高飛                                               | 第25屆金曲獎最佳台語專輯獎                         | 提名 |
| 2015年 | 不適用                                                 | 第26屆金曲獎特別貢獻獎                             | 獲獎 |

### 中華音樂人交流協會
| 年份   | 獲提名           | 獎項                                 | 結果 |
| ------ | ---------------- | ------------------------------------ | ---- |
| 2006年 | 《阿公的眠床腳》 | 中華音樂人交流協會2006年年度十大單曲 | 獲獎 |
| 2010年 | 《當時欲嫁》     | 中華音樂人交流協會2010年年度十大專輯 | 獲獎 |
| 2013年 | 《遠走高飛》     | 中華音樂人交流協會2013年年度十大專輯 | 獲獎 |

### KKBOX數位音樂風雲榜
| 年份   | 獲提名             | 獎項                      | 結果 |
| ------ | ------------------ | ------------------------- | ---- |
| 2010年 | 年度最佳台語女歌手 | 第5屆KKBOX數位音樂風雲榜  | 獲獎 |
| 2015年 | 年度台語歌手       | 第10屆KKBOX數位音樂風雲榜 | 獲獎 |
| 2016年 | 年度台語歌手       | 第11屆KKBOX數位音樂風雲榜 | 獲獎 |

## 主持
| 年份            | 頻道 | 節目                    | 備註                         |
| --------------- | ---- | ----------------------- | ---------------------------- |
| 1993年3月～10月 | 中視 | 《綜藝雙星 歡樂一百點》 | （與李茂山並列第二代主持人） |

## 廣告
- 1990年：Toshiba東芝(新禾)唱將卡啦OK放影機(演出)
- 1993年：恆義食品 中華檸檬愛玉 (演出)
- 2003年：「Hope Maker希望工場」公益廣告(v.s.江淑娜、馬英九 演出)
- 2007年：錢櫃KTV 茶餐廳(演出)
- 2011年：Toyota汽車(演唱：甲你攬牢牢)
- 2011年：金門酒廠《感動無國界 金門高粱酒》(演出)
- 2012年：元利水紀元(演出)
- 2012年：佳麗寶化妝品 天后系列「Impress印象之美」(演出)
- 2013年：金門酒廠《感動一世人 金門高粱酒》(演出)
- 2013年：金門酒廠《坑道篇》(演出)
- 2015年：金門酒廠《有你尚幸福 有心尚感動》(演出)(同時靠此廣告發表新歌《七老八十》。)
- 2015年：全聯零錢捐公益廣告
- 2016年：喬山健康科技 深感動按摩椅(演出)

## 外部連結
- 蕙聲蕙影 （页面存档备份，存于）
- 江蕙的Facebook專頁
- 江蕙的新浪微博
- YouTube上的2015 江蕙祝福演唱會CF
- 江蕙在香港影庫上的簡介